# Diana Gomes (futebolista)
Diana Catarina Ribeiro Gomes (nascida em 26 de julho de 1998) é uma futebolista profissional portuguesa que joga como zagueira e meio- campista do Sevilla FC, clube espanhol da Liga F, e da seleção feminina de Portugal.

## Carreira

### Clube
Gomes começou a jogar na equipa local SC Freamunde em Paços de Ferreira em 2012. Quatro anos depois, mudou-se para a equipa do Campeonato Nacional de Futebol Feminino, Valadares Gaia FC Em 2017, Gomes assinou com o SC Braga.

### Internacional
A partir de 2013, Gomes representou Portugal em vários escalões juvenis. Com a seleção de Portugal Sub-17, ela disputou o Campeonato Feminino Sub-17 da UEFA de 2014, a primeira vez que a seleção se classificou para o Campeonato Feminino Sub-17 da UEFA. Gomes também disputou três torneios de qualificação para o Campeonato Feminino de Sub-19 da UEFA de 2017 para Portugal Sub-19.
Em 3 de março de 2017, Gomes estreou pela seleção principal de Portugal na derrota por 6 a 0 para a Dinamarca. A 19 de junho de 2017 foi incluída pelo treinador Francisco Neto na pré-eliminatória de 25 mulheres destinada a representar Portugal no UEFA Women's Euro 2017, a primeira vez que a seleção portuguesa se classificou para um grande torneio de futebol feminino. Em 6 de julho de 2017, Neto divulgou o elenco final de 23 mulheres, cortando Gomes e Cristiana Garcia da equipe. Porém, no último treino antes da partida para o torneio, Jéssica Silva lesionou-se, sendo que no dia 14 de julho Gomes foi convocado por Neto para sua substituição. Gomes não disputou nenhuma partida na competição e Portugal foi eliminado na primeira fase do torneio.
Em 30 de maio de 2023, ela foi incluída na seleção de 23 jogadores para a Copa do Mundo Feminina da FIFA 2023.